# Bruno Albert

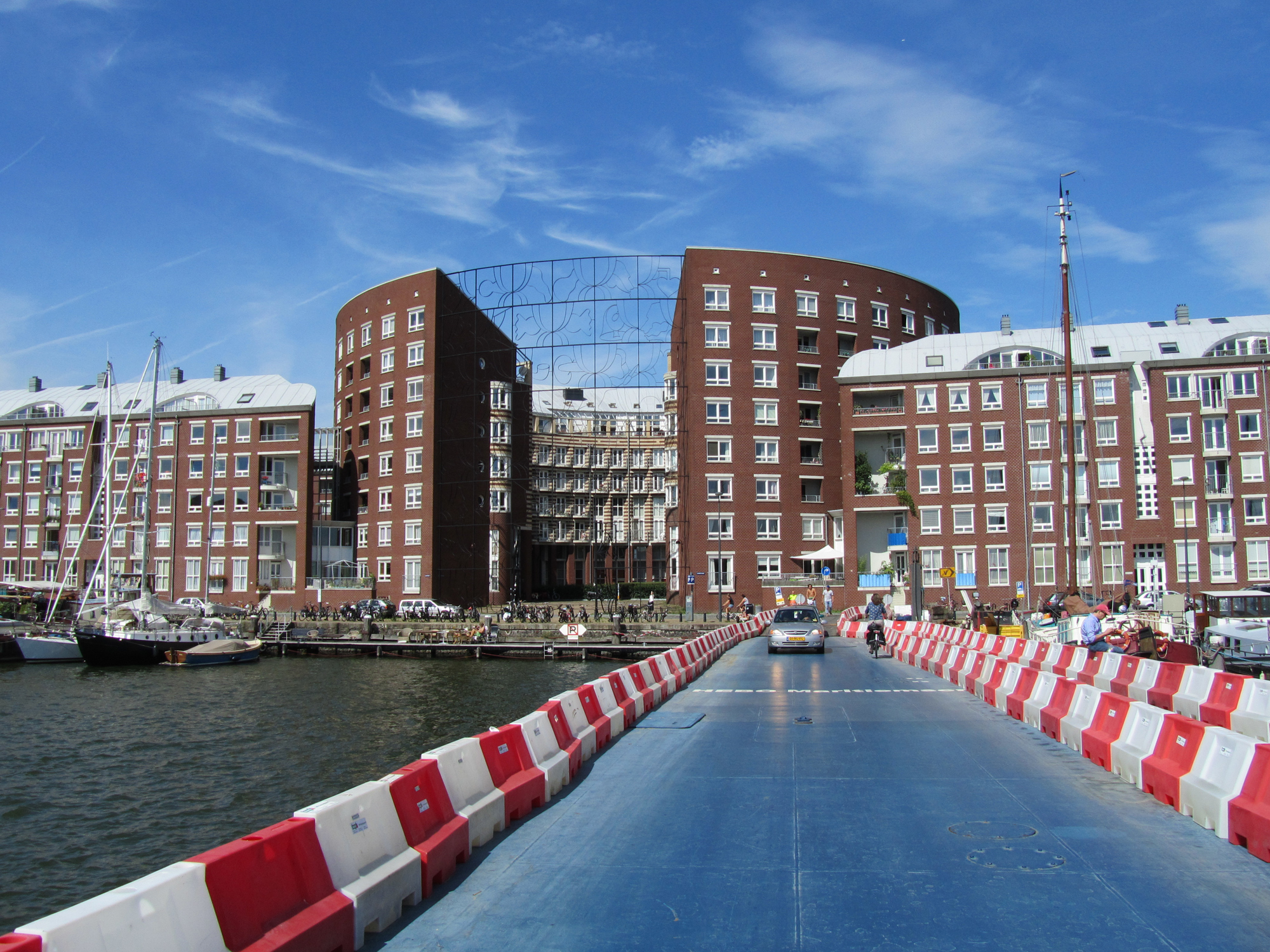
Barcelona (1992), à Amsterdam.

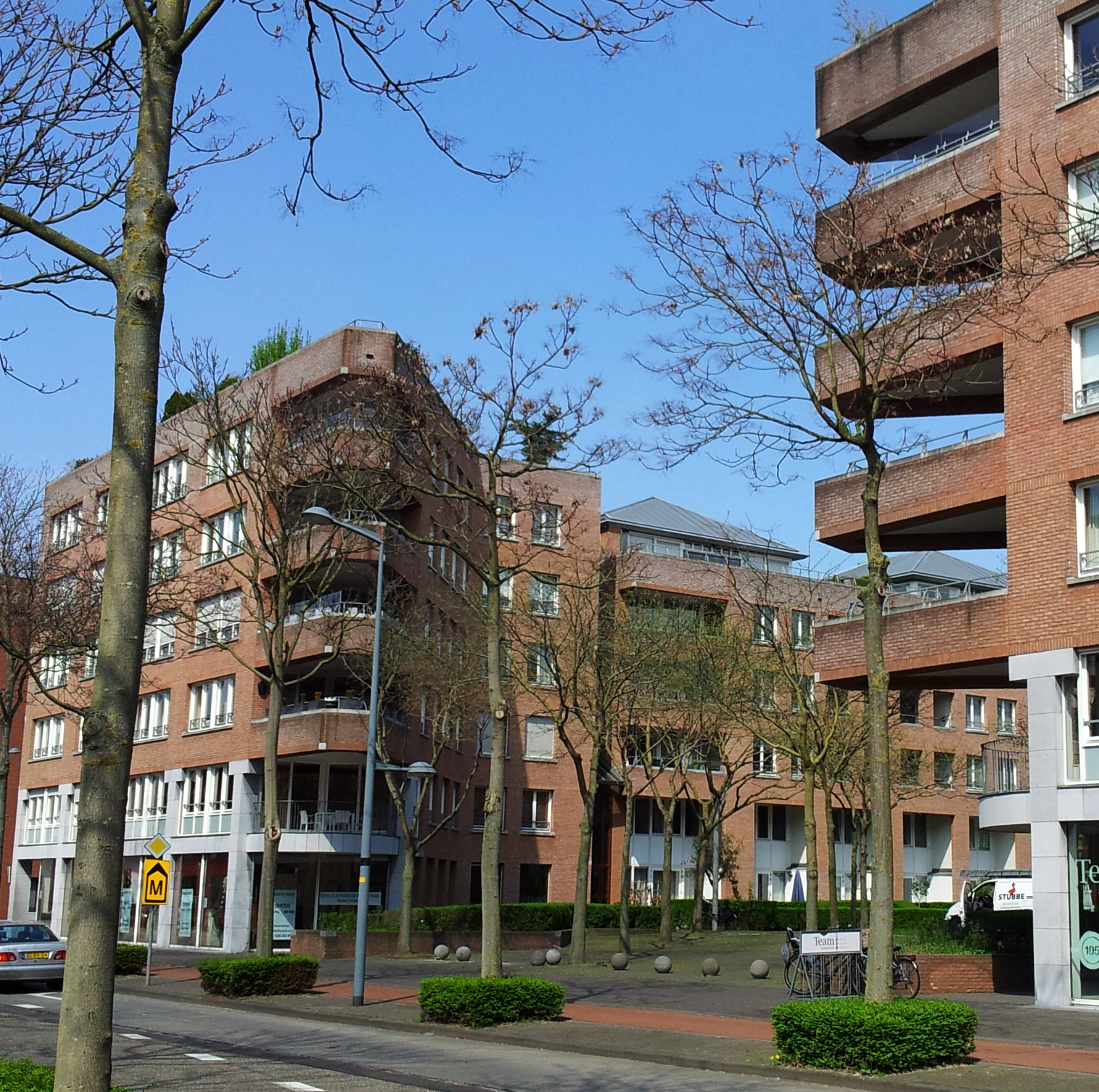
Cortile (1994-2002), à Maastricht.

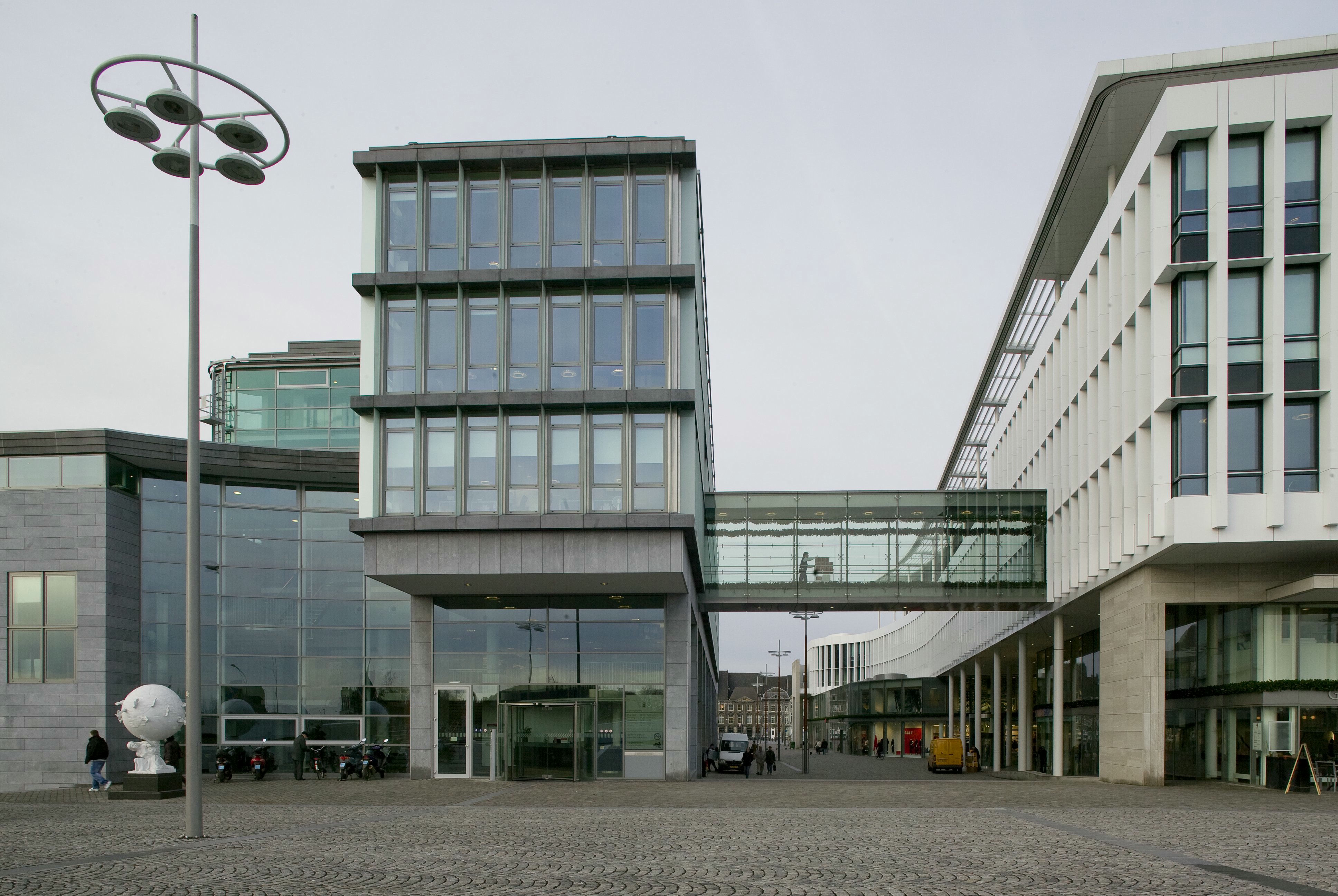
Mosae Forum (2007), à Maastricht.

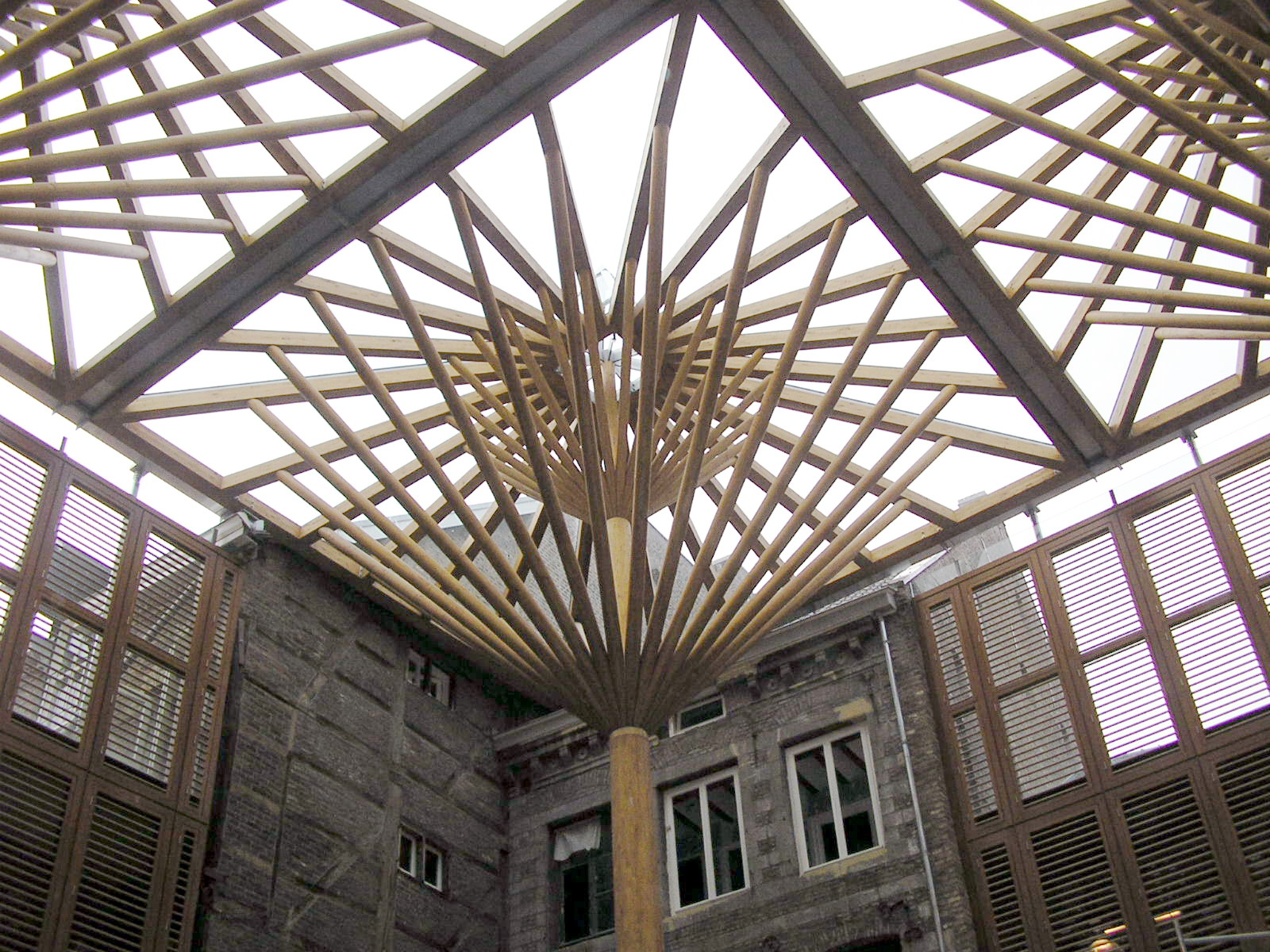
Mosae Forum (2007), à Maastricht.

Bruno Albert, né à Bévercé le 19 août 1941 et mort le 14 août 2023, est un architecte belge.

## Biographie
Formé à l'Institut supérieur d'architecture Saint-Luc à Liège, Bruno Albert fait partie pendant plusieurs années du bureau de l'architecte Charles Vandenhove, qui influence une partie de son œuvre. Bruno Albert est l'architecte de plusieurs importants complexes immobiliers aux Pays-Bas.

## Réalisations
- 1978-1982 : Centre sportif du Blanc Gravier au Sart Tilman (Université de Liège).
- 1988 : bureaux et atelier de l'imprimeur-éditeur liégeois Pierre Mardaga, rue Saint-Vincent, à Liège.
- 1992 : Barcelona, complexe de 325 appartements, sur KNSM-eiland, à Amsterdam.
- 1993 : HEC École des Hautes Études Commerciales, rue Louvrex à Liège.
- 1994-2002 : Cortile, complexe de 310 appartements, avenue Céramique à Maastricht.
- 1998 : Miranda, complexe d'appartements, à Amsterdam.
- 1999 : Îlot Saint-Michel, complexe de bureaux à Liège.
- 2005 : Maison Delsemme, à Tilff.
- 2007 : Mosae Forum, avec Jo Coenen, avenue Céramique à Maastricht.